# Raión de Férzikovo
El raión de Férzikovo (ruso: Фе́рзиковский райо́н) es un distrito administrativo y municipal (raión) ruso perteneciente a la óblast de Kaluga. Se ubica en el este de la óblast. Su capital es Férzikovo.
En 2021, el raión tenía una población de 17 557 habitantes.
El raión es limítrofe al este con la óblast de Tula. Por el oeste limita con el ókrug urbano de la capital regional Kaluga; debido a ello, aunque formalmente el raión está formado únicamente por localidades rurales, se está urbanizando al albergar áreas periféricas de dicha ciudad.
Antes de la creación de la actual óblast de Kaluga en 1944, el territorio del raión de Férzikovo formaba parte de la óblast de Tula. El actual raión fue creado en 1950 al separarse del raión de Dugná, que en 1959 acabó integrándose en el propio raión de Férzikovo.

## Subdivisiones
Comprende 155 localidades rurales, agrupadas en los siguientes quince asentamientos rurales:
- Bebelevo (la capital municipal tiene estatus de aldea, pero el ayuntamiento se denomina simplemente selsoviet)
- Oktiabrski (la capital municipal tiene estatus de posiólok, pero el ayuntamiento se denomina simplemente selsoviet)
- Pueblo Avchúrino
- Aldea Aristovo
- Aldea Brontsy
- Pueblo Grábtsevo
- Posiólok Dugná
- Aldea Zudna
- Pueblo Koltsovo
- Aldea Krasni Gorodok
- Pueblo Sáshkino
- Aldea Sugonovo
- Posiólok Férzikovo (la capital del raión)
- Pueblo Férzikovo
- Aldea Yástrebovka